# Kiss Kiss Kiss
"Kiss Kiss Kiss" és una cançó de Yoko Ono. Fou originalment lliurada amb Double Fantasy, el seu àlbum amb John Lennon, i també com a cara-B del seu senzill "(Just Like) Starting Over". La influència de la New Wave conté a Ono panteixant fortament i simulant arribar a l'orgasme.
En 2002, després de l'èxit d'"Open Your Box", el tema fou remixat per Superchumbo i lliurat com a senzill. Arribà al lloc vint de les llistes de dance dels EUA.
Quan la cançó (el tros d'"anata, daiteyo") és posada al revés, Yoko sembla dir "I shot John Lennon".
En 2005 el grup de Detroit The Dirtbombs inclogué una versió de "Kiss, Kiss, Kiss" en el seu àlbum If You Don't Already Have a Look. Més recentment, el tema fou remixat pels Peaches en el seu àlbum Yes, I'm a Witch.

## Llista de temes
1. "Kiss Kiss Kiss" (Superchumbo Club Mix)
2. "Kiss Kiss Kiss" (Superchumbo Twisted Dub)
3. "Kiss Kiss Kiss" (Superchumbo Radio Version)This version is featured on the remix album Open Your Box